# Frank Rossland
Frank Rossland (ur. 17 lipca 1960 w Groß Lindow) – niemiecki lekkoatleta specjalizujący się w krótkich biegach płotkarskich, reprezentujący w czasie swojej kariery Niemiecką Republikę Demokratyczną.

## Sukcesy sportowe
| Rok  | Miasto    | Zawody                      | Konkurencja       | Wynik       |
| ---- | --------- | --------------------------- | ----------------- | ----------- |
| 1979 | Bydgoszcz | mistrzostwa Europy juniorów | bieg na 110 m ppł | złoty medal |

## Rekordy życiowe
- bieg na 110 m ppł – 13,84 – Poczdam 11/05/1980